# Menemerus lesserti
Menemerus lesserti là một loài nhện trong họ Salticidae.
Loài này thuộc chi Menemerus. Menemerus lesserti được George Newbold Lawrence miêu tả năm 1927.